# كيتي ستيل
كيتي ستيل (بالإنجليزية: Katy Steele)‏ هي مغنية وكاتبة غنائية أسترالية، ولدت في 9 سبتمبر 1983 في برث في أستراليا.

## وصلات خارجية
- كيتي ستيل على موقع ميوزك برينز (الإنجليزية)
- كيتي ستيل على موقع ديسكوغز (الإنجليزية)